# Salto del Laja
El Salto del Laja, es un reconocido balneario y sitio turístico chileno, compuesto por cuatro cascadas del río de La Laja, ubicadas en la Región del Biobío en Chile. Está ubicado 25 km al norte de la ciudad de Los Ángeles, siendo el límite de ésta con la comuna de Cabrero. 
Arriba de las cascadas el río es tranquilo y muy bajo pero correntoso, pudiendo ser vaciado con facilidad, y aguas abajo se reduce a un profundo y angosto cañón que permanece hasta la localidad de La Aguada de la comuna de Yumbel. Desde allí recorre otros 29 km antes de aportar sus aguas al río Biobío, en la comuna de Laja.
La flora circundante está constituida por vegetación de especies nativas de boldo, espino, maiten, peumo, corcolén, quillay, litre, arrayán, helecho, nalca, sauces y alisos. 
Los Saltos del Laja son una de las grandes atracciones turísticas para los viajeros al sur de Chile. Actualmente existen una serie de servicios turísticos, como hoteles, campings, restaurantes, cabañas, zonas de pícnic, artesanía. También turismo aventura, senderismo, tirolesas, y cicloturismo.

## Galería
|                                                 |
| Salto a fines del siglo XIX o comienzos del XX. |

|                               |
| Salto del Laja 1 y 2 en 1906. |

|                         |
| Salto del Laja en 2006. |

|                                |
| Vista desde abajo del Salto 1. |

|                  |
| Salto 1 en 2014. |

|                                |
| Vista desde abajo del Salto 2. |

|                            |
| Vista de los Saltos 1 y 2. |

|                         |
| Salto 1, enero de 2020. |